# Alexander D. Orr
Alexander Dalrymple Orr (* 6. November 1761 in Alexandria, Colony of Virginia; † 21. Juni 1835 in Paris, Kentucky) war ein US-amerikanischer Politiker. Zwischen 1792 und 1797 vertrat er den Bundesstaat Kentucky im US-Repräsentantenhaus.

## Werdegang
Alexander Orr war ein Neffe von William Grayson (1740–1790), der zwischen 1789 und 1790 US-Senator für den Staat Virginia war. Er besuchte die öffentlichen Schulen seiner Heimat. Um das Jahr 1782 zog er in das Bourbon County im heutigen Staat Kentucky, das damals noch zu Virginia gehörte. Danach zog er auf eine Plantage am Ohio River in der Nähe von Maysville im Mason County und arbeitete dort in der Landwirtschaft. Außerdem begann er eine politische Laufbahn.
Im Jahr 1790 wurde er in das Abgeordnetenhaus von Virginia gewählt. 1792 wurde er Mitglied im Staatssenat. Nach der Gründung Kentuckys wurde er 1792 im ersten Wahlbezirk des Staates in das damals noch in Philadelphia tagende US-Repräsentantenhaus gewählt. Dort trat er am 8. November 1792 sein neues Mandat an. Nach zwei Wiederwahlen konnte er bis zum 3. März 1797 im Kongress verbleiben. Politisch war er Mitglied der von Thomas Jefferson gegründeten Demokratisch-Republikanischen Partei.
Nach dem Ende seiner Zeit im US-Repräsentantenhaus zog sich Alexander Orr aus der Politik zurück. Er widmete sich in den folgenden Jahrzehnten wieder der Landwirtschaft im Mason County und starb am 21. Juni 1835 in Paris, wo er auch beigesetzt wurde.